# Guaramiranga
Guaramiranga este un oraș în statul Ceará (CE) din Brazilia.